# Kodeks 067
Kodeks 067 (Gregory-Aland no. 067),  ε 2 (von Soden) – grecki kodeks uncjalny Nowego Testamentu, paleograficznie datowany na V wiek. Przechowywany w Petersburgu.
Kodeks zachował się we fragmentarycznym stanie.

## Opis
Kodeks stanowiony jest przez 6 pergaminowych kart (20 na 15,5 cm), z fragmentami tekstu Ewangelii Mateusza i Ewangelii Marka. Tekst pisany jest w dwóch kolumnach na stronę, 24 linijek w kolumnie.
Kodeks zawiera następujące teksty:
Mateusz 14,13-16.19-23; 24,37-25,1.32-45; 26,31-45; Marek 9,14-22; 14,58-70.
Grecki tekst kodeksu przekazuje tekst mieszany z przewagą tekstu bizantyjskiego. Aland zaklasyfikował go do kategorii III.
Kodeks jest palimpsestem, górny tekst jest w języku gruzińskim, naniesiony został w X wieku.

## Historia
Dawniej datowany był na VI wiek, obecnie datuje się go na wiek V.
Prawdopodobnie przywieziony został z Synaju. Badali go Tischendorf, Eduard de Muralt, Kurt Treu, Pasquale Orsini.
Obecnie przechowywany jest w Rosyjskiej Bibliotece Narodowej (Gr. 6 III), w Petersburgu.